# 李敏德
李敏德（1517年—？），字伯修，號潞南，山西潞安府長治縣人，民籍，明朝政治人物。

## 生平
嘉靖十九年（1540年）庚子科山西鄉試第十三名舉人。嘉靖二十六年（1547年）中式丁未科會試第一百四十二名，登第三甲第一百三十一名進士。都察院觀政，授河南祥符县知县，补苏州府同知，升浙江湖州府知府，歷升山东副使、陕西右参政、河南按察使。隆慶元年（1567年）十月升河南右布政使，调陕西右布政使，五年五月升左布政使。

## 家族
曾祖李貴，贈錦衣衛經歷；祖父李紀，運使；父李汝佑，儀賓。母臨汾縣主朱氏。具庆下。兄敏政、弟敏求。子李節。